# Capoeira Regional

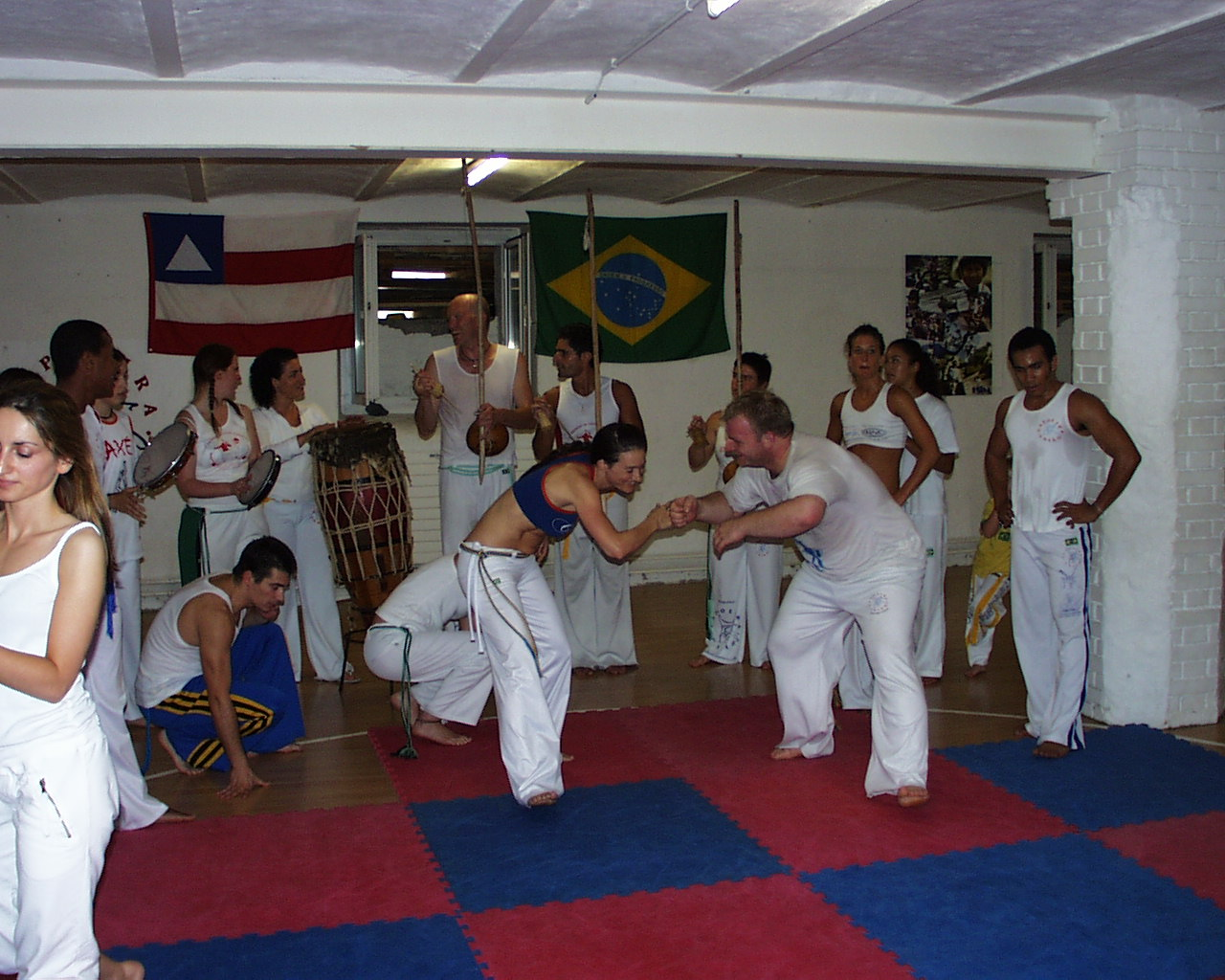
Capoeira Regional Roda bei Mestre Omar, Baden, Aargau, Schweiz

Capoeira Regional ist eine der beiden Hauptformen der Capoeira, einer brasilianischen Kampfkunst.
Die Capoeira Regional ist von den beiden Stilen der jüngere und derjenige, bei dem es schneller, lauter und direkter zugeht. Während beim älteren Stil, der Capoeira Angola, die Begegnungen von melancholischen Melodien begleitet werden, heizt die Musik beim Regional die Spieler an und konzentriert sich daher mehr auf Chor-Gesang als auf das Vortragen langer Strophen. Das Spiel selbst beinhaltet hohe und direkte Tritte sowie zahlreiche akrobatische Einlagen (Floreios). Erlaubt ist auch das Einwirken auf den Körper des anderen Spielers. Mit Tritten und Schlägen, wobei letztere eher selten praktiziert werden, dürfen Treffer erzielt werden. Ebenso darf der Partner umgeworfen werden, was durch entsprechende Techniken wie etwa Fußfegern oder Stöße vollführt wird. Die Absicht den anderen Spielern stark zu beeinträchtigen oder gar zu verletzen ist aber grundsätzlich in nahezu allen Capoeira Verbänden und Vereinen nicht erwünscht.
Manuel dos Reis Machado, auch bekannt als Mestre Bimba, war ursprünglich selbst ein Angoleiro (ein Capoeirista der Angola praktiziert). Zu seiner aktiven Zeit als junger Mann entwickelte sich bei ihm eine ablehnende Haltung gegenüber der damaligen Capoeira, bzw. zu dem Bild, das die Öffentlichkeit von Capoeira hatte. Vielen war es zu Beginn des 20. Jahrhunderts nur bekannt als verbotene Straßenkampftechnik der damaligen Großstadtbanden. Bimba wollte aber daraus eine moderne, anerkannte Kampfkunst entwickeln und konzentrierte sich darauf, Capoeira weiterzuentwickeln. Er bereicherte es durch Elemente des Jiu Jitsu und Batuque und entwarf systematische Methoden, die Praktiken zu unterrichten. Bis dahin lernten die Capoeiristas nur auf der Straße. Seit den 1930er Jahren konnten sie nun in Bimbas Akademie in Salvador da Bahia Luta Regional Baiana erlernen; „das regionale Spiel von Bahia“. 1937 wurde das Verbot durch den nationalistischen Diktator Getúlio Dornelles Vargas aufgehoben, nachdem er eine Vorführung von Mestre Bimba und seinen Schülern gesehen hatte. Er beabsichtigte Capoeira als nationalen Sport zu etablieren.
In den Folgejahren und -jahrzehnten wurden die Unterschiede zwischen Luta Regional Baiana und der ursprünglichen Capoeira immer deutlicher und gewichtiger, so dass man sie alsbald in „Regional“ und „Angola“ unterteilte. Auch optisch unterscheiden sich die Capoeiristas beider Stile. Die Regional-Spieler erkennt man an den weißen Hosen und Hemden, sowie den farbigen Kordeln (Cordas) und ihren nackten Füßen; manchmal auch nackten Oberkörpern. Die Angoleiros hingegen weisen meist schwarze Hosen und gelbe Hemden auf und tragen häufig Gürtel und Schuhe, haben aber keine einheitliche Kleiderordnung, so dass manche auch mit Anzug und Hut Capoeira Angola spielen.
Die Popularität von Capoeira wuchs seit der Legalisierung stetig weiter. Zu den armen Schwarzen, die mit der Ausübung beider Stile begonnen hatten, gesellten sich bald schon arme weiße Brasilianer, dann auch die vermögenden Brasilianer, zuletzt die Mädchen und Frauen. Von Brasilien aus begann ab den 1970er Jahren die zunehmende Verbreitung über den Globus, verstärkt seit den 1990ern. Heutzutage ist die Capoeira Regional eine Trendsportart, welche sich überall auf der Welt, nicht zuletzt im deutschsprachigen Raum, einer wachsenden Beliebtheit erfreut.
Innerhalb der Capoeira Regional gibt es zudem die Bangela oder Benguela. Das ist ein Spiel, welches früher mit Waffen (Messern oder Rasierklingen) gespielt wurde. Heute ist es ein langsames Spiel, bei dem Elemente der Capoeira Angola aufgenommen werden, um sie mit akrobatisch-reduzierten Techniken der Capoeira Regional zu kombinieren. Die eingangs erwähnten Tritte und Würfe, die den Mitspieler treffen können, spielen hier eine wichtige Rolle.